# 위소
위소(韋昭, 201년 ~ 273년)는 중국 후한 말과 삼국 시대 오나라 사람으로 자는 홍사(弘嗣)이다. 《삼국지》에서는 위요(韋曜)라는 이름으로 나오는데 진수가 진(晉)의 사마소(司馬昭)의 이름을 피휘하여 위요라 고쳐 썼다고 전해졌으나 소(昭)자를 피휘하지 않은 다른 예가 있는 것으로 보아 아니라고 보여진다.)

## 생애
오군 운양현(현재의 장쑤성 전장시)에서 태어난 위소는 어려서부터 공부를 좋아하고 글쓰기에 재능이 있었다. 승상연에서 서안현의 영으로 승진하고 상서령이 되었다가 태자중서자로 승진했다.
손량이 즉위한 이후에 제갈각이 표를 올려 위소를 태사령으로 삼고 화핵, 설영 등과 함께《오서》(吳書)를 편찬하도록 했다.
손휴는 위소를 중서랑 및 박사좨주로 삼았고 서적들을 교감하여 바로잡으라 하였다. 또한 시강(侍講)을 맡기려 하였으나 손휴가 친애하는 좌장군 장포는 하는 일마다 오점이 많아 자신의 잘못이 들통날까봐 위소가 유사(儒士)들에게 시강하는것을 꺼려 장포가 반대하여 궁궐로 들어가지 못하였다.
손호가 즉위하고 위소는 고릉정후로 봉해지고 중서복야로 승진하였으나 뒤에 강등되어 시중이 되었고 오랫동안 좌국사(左國史)를 겸했다. 
손호가 즉위한 후  상서러운 징조가 있자 손호는 위소에게 무슨 일이냐고 묻자  
위요는 '이것은 다른 사람의 상자 속에 있는 물건일 뿐입니다' 라고 답하였다. 
손호가 아버지 손화를 위해 기(紀)를 만들려고 하자 위소는 손화는 제위에 오르지 못했으므로 명칭을 전(傳)으로 해야 한다고 고집했다. 
이 같은 일이 한 번이 아니었으므로 점점 손호의 질책과 노여움을 받게 되었다. 

### 죽음
위소는 손호의 질책과 노여움으로 쇠약해져 시중과 좌국사 관직을 사직하기를 요청했으며 편찬 중이던 책을 마친 뒤 직무를 다른 사람에게 넘기고 싶어했지만 손호는 끝가지 허락하지 않았다. 손호는 위소가 명령에 따르지않고 충성을 다하지 않는다 생각하여 273년 위소를 감옥에 보냈다. 위소는 글을 올려 사면받기를 원했고 화핵 또한 상소를 올렸지만 받아들여지지 않고 손호는 위소를 죽이고 그의 가족들을 영릉으로 귀양보냈다.
아들 위륭(韋隆)역시 문학에 자질이있었다 한다.

출처: 진수<<정사 삼국지 오서>>

## 같이 보기
- 삼국지 인물 목록